# 圣保禄堂 (帕绍)

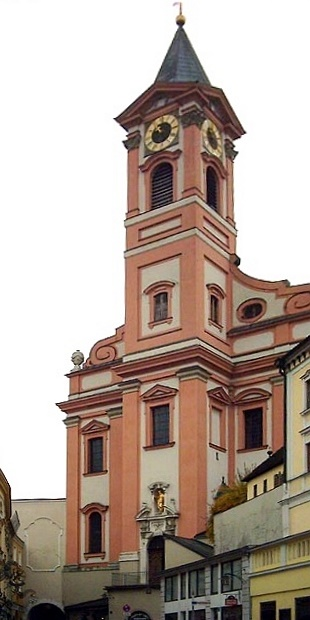

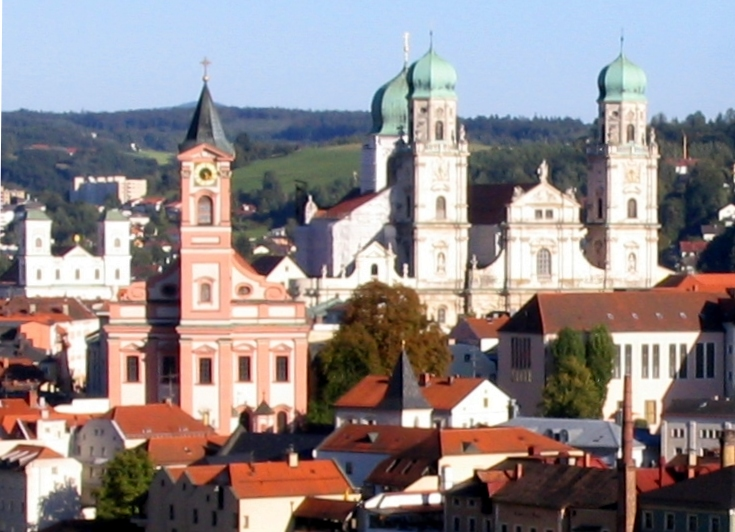
圣保禄堂

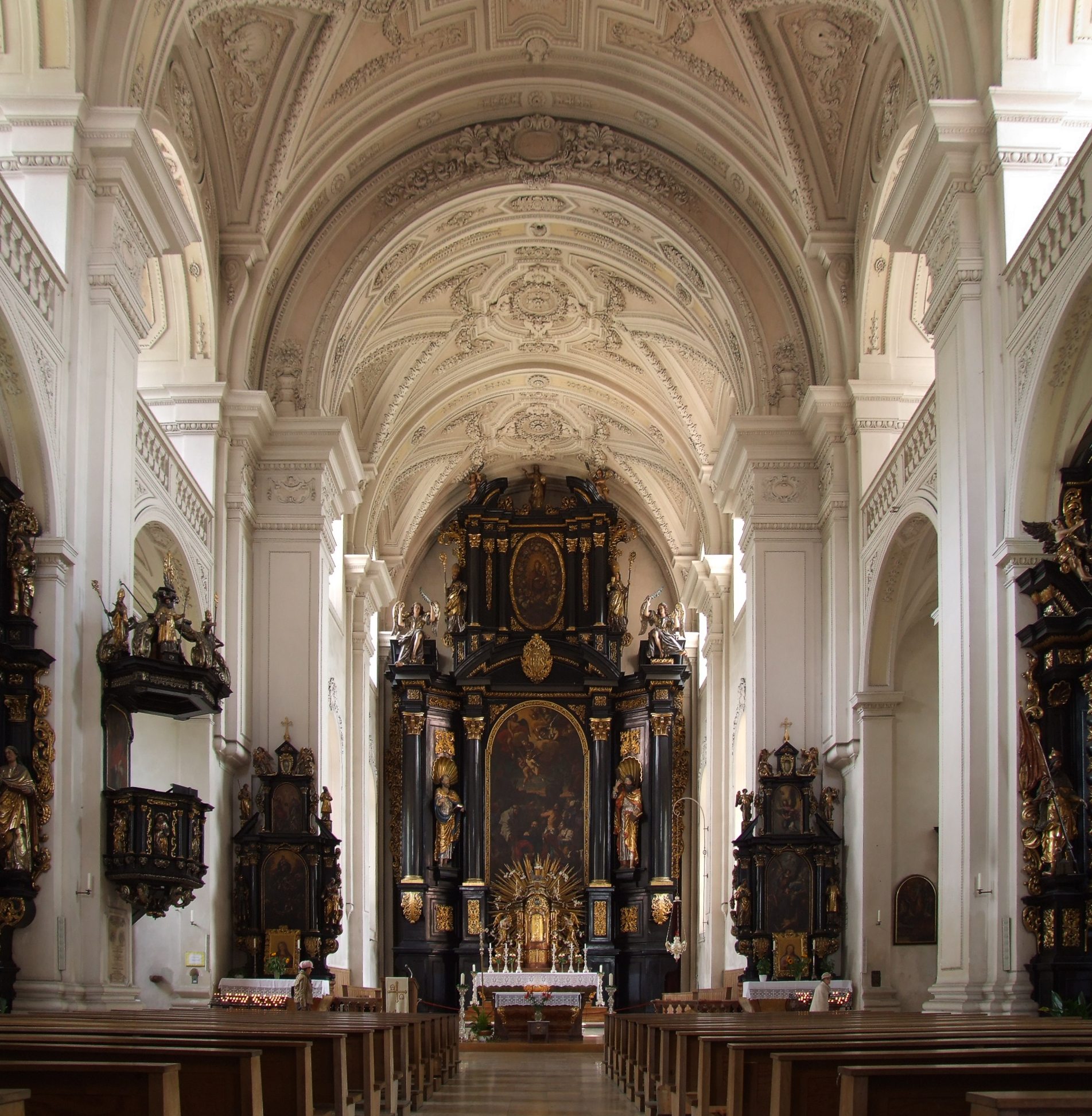
室内

圣保禄堂（Stadtpfarrkirche St. Paul）是德国帕绍的一座古老的教堂。
该堂始建于1050年，以圣保禄命名。在1512年和1662年两次毁于火灾后，于1678年重建了目前的建筑。
这是一座粉红色建筑，建筑师是Carlo Antonio Carlone。高耸的尖塔建于19世纪下半叶，为仅次于主教座堂的帕绍第二高的教堂塔楼。